# アンディ・サマーズ
アンディ・サマーズ（Andy Summers、本名：Andrew James Somers、1942年12月31日 - ）は、イングランドのロック・ミュージシャン、ギタリスト、作曲家、写真家。最も広く知られているのはポリスのギタリストという経歴であるが、1960年代から2020年代までの60年近くに及ぶ音楽活動は、ニューエイジ音楽やロックなどのジャンルに留まらず、ジャズやクラシック音楽、映画音楽などの分野においても著名である。
2011年、「ローリング・ストーンの選ぶ歴史上最も偉大な100人のギタリスト」において第85位。

## 来歴

### 生い立ち
イングランドのランカシャー、ポールトン・ラ・フィルド生まれ。第二次世界大戦が終わると、両親に連れられてボーンマスに転居し、やがて母親の希望でピアノ演奏を学び始めた。11歳になるとAFNを聴き始めて、アメリカのジャズに親しむようになった。13歳の時に伯父（あるいは叔父）がアフリカから持ち帰ったスパニッシュ・ギターをもらって弾き始めた。
10代後半から、地方のクラブでジャズ・ギタリストとしてステージに立つ。ボーンマスのマジェスティック・ホテルのバンドの専属ギタリストになり、特にピアニストとのコラボレーションを通しジャズ的素養を深めるも、選曲や音量といった演奏に関する制限を受けて不満を抱き、ウッドベーシストのバンドリーダーと折り合いが悪くなって退団した。

### ズート・マネーズ・ビッグ・ロール・バンド、ダンタリアンズ・チャリオット
やがてキーボーディスト兼ボーカリストのズート・マネーに出会い、1963年末にロンドンに移って、マネーが率いるズート・マネーズ・ビッグ・ロール・バンドに加わり、初めてレコーディングを経験した。彼らはライブで順調に客足を伸ばして、ロンドンで一定の成功を収めた。
1967年、ズート・マネーズ・ビッグ・ロール・バンドは解散し、彼はメンバーのコリン・アレン（ドラムス）と共に、マネーが新たに結成したサイケデリック・バンドのダンタリアンズ・チャリオットに参加した。彼らは9月にマネーと彼の共作曲'Madman Running Through the Fields'をデビュー・シングルとして発表し、ライブではサイケデリックなライト・ショーを披露した。しかし、同年制作したデビューアルバムが発表されることないまま、1968年4月、彼らは解散した。

### ソフト・マシーン
1968年、彼はドラマーのロバート・ワイアットからソフト・マシーンに勧誘された。ソフト・マシーンは1967年に、ギタリストでオーストラリア人のデヴィッド・アレンがフランス公演の途中でビザの有効期限が終わってイギリスに再入国できなくなったので、ワイアット（ドラムス）、ケヴィン・エアーズ（ベース・ギター）、マイク・ラトリッジ（キーボード）のキーボード・トリオとして活動していた。
彼は勧誘を受け入れて、ソフト・マシーンのメンバーとして6週間のアメリカ・ツアーに参加した。しかし最初の3週間のツアーが終わって次にザ・ジミ・ヘンドリックス・エクスペリエンスとのツアーが始まる直前、ニューヨークでワイアットから、エアーズがキーボード・トリオのまま活動していくことを望んでいるのでグループを辞めて欲しい、と言われ、短期間在籍しただけで離脱した。

### エリック・バードン・アンド・ジ・アニマルズ
失意の彼はそのままニューヨークに6週間滞在して他の機会を探したが、不毛に終わってイングランドへの帰国を考え始めた。ふと思いついて、同年4月にサンフランシスコを本拠地に活動するエリック・バードン・アンド・ジ・アニマルズに加入したマネーに連絡したところ、ジ・アニマルズがギタリストのヴィック・ブリッグスを解雇して後任を探していることを知らされた。彼は直ちに西海岸に向かい、7月にブリッグスの後任の正式メンバーになった。同年10月に発表された2枚組アルバム『ラヴ・イズ』には、ダンタリアンズ・チャリオットの'Madman Running Through the Fields'のカバーのほか、4分間以上に及ぶ彼のギター・ソロを含むトラフィックの'Coloured Rain'のカバーが収録された。
同年11月、彼らは日本公演を行なった。この公演は当初9月に予定されビザ取得の都合により2か月延期されて実現したが、実は反社会的勢力が興行主だった。彼らが東京公演を終えて広島公演に向かう日の前の晩、興行主はマネージャーを拉致監禁して$250,000の借用書に署名しなければ指を詰めると脅迫したうえ、直ぐに日本から出て行かなければバンドのメンバーにも危害を及ぼすと迫った。やむなく彼らは既に広島に向けて運送されていた楽器や機材を全て諦めて、翌朝、大急ぎで離日した。
彼はホノルル経由でカリフォルニアに戻ってまもなく、マネーからの連絡で、バードンがバンドを解散することにしたことを知った。

### 1970年から1977年まで
彼はそのまま活動を休止してカリフォルニア州立大学ノースリッジ校で音楽を学び、1972年にロンドンに帰った。
帰国後、ニール・セダカ、ケヴィン・コイン、ケヴィン・エアーズ、ジョーン・アーマトレイディング、ティム・ローズ、ジョン・ロードらと数多くのセッションをこなした。
1976年10月、ヴァージン・レコードから、マイク・オールドフィールド作の「チューブラー・ベルズ」をデヴィッド・ベッドフォードが編曲した「ジ・オーケストラル・チューブラー・ベルズ」のコンサートにオールドフィールドの代役として出演することを頼まれた。彼はニューカッスル・アポン・タインに赴き、ベッドフォードが指揮するニューカッスル交響楽団と共演した。このコンサートの休憩時間にステージに立ったのは、スティングが在籍する地元出身のラスト・イグジットだった。2週間後、ケヴィン・エアーズのバンドのメンバーとして再びニューカッスル・アポン・タインに赴いた時、滞在していたホテルで、当時カーヴド・エアに在籍していたスチュワート・コープランドに出会った。
1977年1月、詩人のレディ・ジューンが催したパーティーに出席して、元ゴングのベーシストだったマイク・ハウレットに出会った。当時、パリで8時間に及ぶゴングの再結成コンサートが予定されており、その中に歴代メンバー全員が自分達の新しいグループを連れて出演するという企画があった。ハウレットは彼にこの企画の事を話して自分の新しいグループのギタリストに勧誘した。数日後、彼はこのグループのリハーサルに参加して、ハウレット以外のメンバーがスティングとコープランドであることを知った。5月、ハウレット、サマーズ、スティング、コープランドの4人はストロンチウム90の名で、パリでのゴングの再結成コンサートに出演した。ロンドンに戻ってから、ハウレットはバンド名をジ・エレベーターズに変えてライブ活動を続けたが、スティングとコープランドがポリスの活動を再開する為に離脱したので、ジ・エレベーターズは短命に終わった。

### ポリス
ポリスは、当時イギリスを席巻していたパンク・ロック・ブームに刺激を受けたコープランドがスティングとヘンリー・パドゥヴァーニ（ギター）を誘って結成したバンドで、1977年5月にシングル'Fall Out'を発表してデビューした。しかしスティングはパドゥヴァーニのギタリストとしての技術に限界を感じて別のギタリストを迎えたいと思い、パンク・ロック路線に固執するコープランドと口論を繰り返していた。一方、サマーズはストロンチウム90でのスティングとコープランドとの共演を極めて充実したものであったと感じ、ケヴィン・エアーズのバンドでの活動を急に物足りなく感じ始めていた。同年7月、彼はポリスの4人目のメンバーとしてライブに参加したが、自分以外にもギタリストがいるバンドにはいたくないと思っていた。スティングと彼の希望が一致して、彼はパドゥヴァーニと入れ替わる形で1977年8月にメンバーになった。
ポリスでの彼の演奏は、それまでのロックのギター演奏で一般的だったパワー・コード（1度と5度音のみで構成される和音）やブルースのペンタトニック・スケールを用いるリフではなく、分散和音やディレイやコーラスなどのエフェクターを効果的に用いたもので、ポリスの楽曲の要の1つとなって大成功に貢献した。
彼はポリスに加入して間もなく、ドイツの音楽家で指揮者でもあるエバーハード・シェーナーのアルバム制作に参加した。それをきっかけに、1978年にはスティングとコープランドも彼と共にシェーナーと活動した。
ポリスの活動期間はさほど長くは続かなかった。彼らは1978年のアルバム・デビューの後、合計5作のスタジオ・アルバムを発表して、1984年に活動を停止した。

### ソロ、コラボレーション、客演

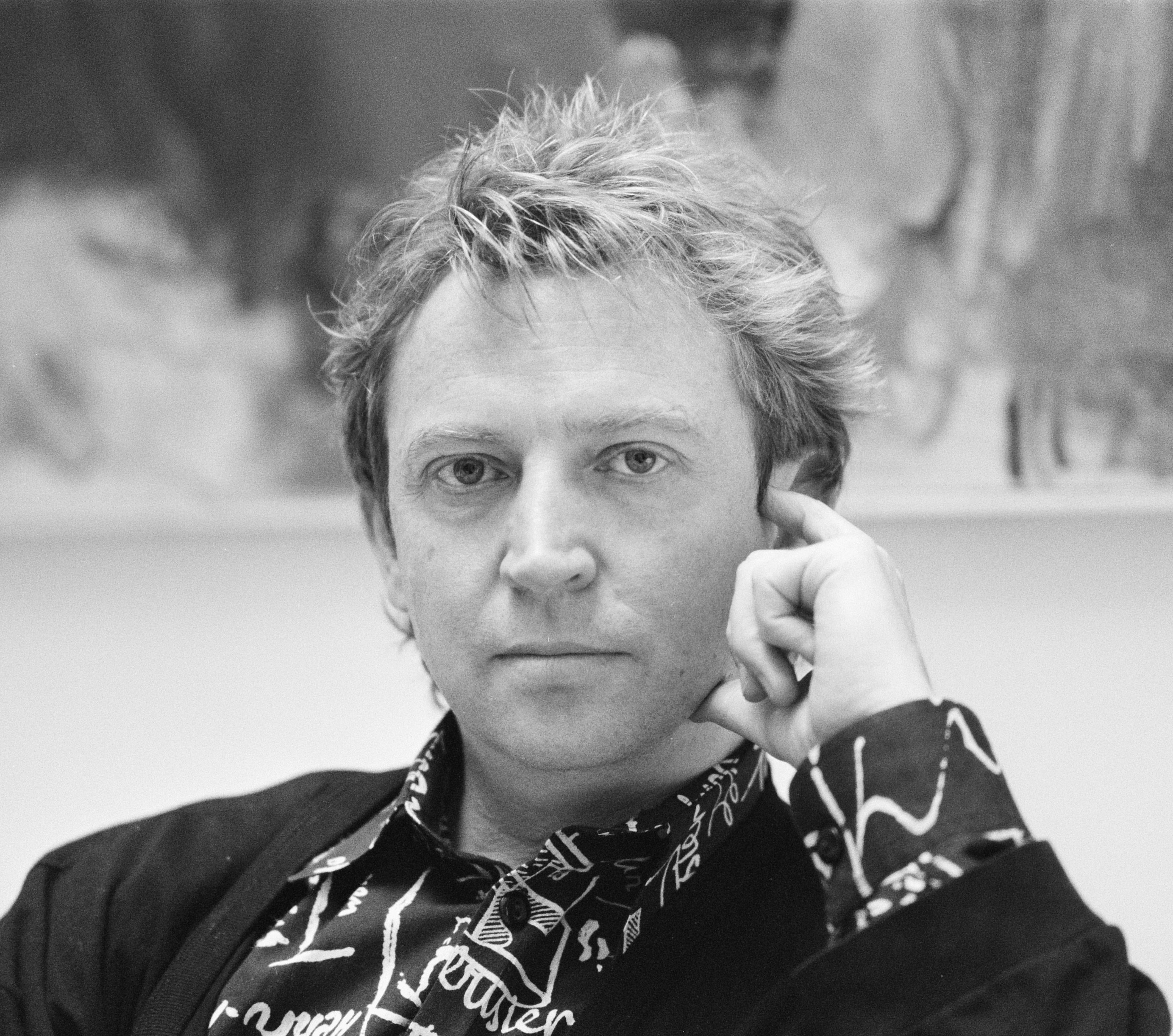
1989年、ソロ活動期のサマーズ

ポリス解散後、ソロ・アルバムや、ロバート・フリップ、ジョン・エサリッジをはじめ様々なミュージシャンとのコラボレーション・アルバムを制作した。1999年にはセロニアス・モンクの作品を取り上げた『グリーン・チムニーズ』、2000年にはチャールズ・ミンガスの作品を取り上げた『ペギーズ・ブルー・スカイライト』を発表。2015年にソロ・アルバムとしては12年ぶりになる『メタル・ドッグ』、続いて2017年に『トライボルミネッセンス』、2021年に『ハーモニックス・オブ・ザ・ナイト』を発表。彼はこれらを三部作としている。2024年、"Vertiginous Canyons"発表。
またスティングなど多くのミュージシャンのアルバム録音に参加した。さらに『ビバリーヒルズ・バム』（1986年）や『バーニーズ あぶない!?ウィークエンド』（1989年）のようなコメディ映画の音楽や、デニス・ミラーの深夜トーク番組のテーマ曲の作曲や演奏も手掛けた。
1998年にはギター教本のビデオを制作した。
2003年3月には、ポリスがクリーブランドのロックの殿堂にて顕彰されたのを機に、スティング、コープランドと共に、久々にポリスとして活動した。
現在は、年に数回程度、ジャズクラブなどで演奏を披露している。2017年に、ブラジルのRodrigo Santos（ベース・ギター、ボーカル）、Joao Barone（ドラムス）とコール・ザ・ポリスを結成して、2019年まで3年連続で南アメリカをツアー。80歳を過ぎた2023年2月から約3年ぶりにツアーを行なった。2024年5月から6月にかけてアメリカ東海岸のツアー、同年9月にはオーストラリア・ニュージーランド公演。2025年1月には日本公演、9月にはアメリカ・ツアーの予定。

### 写真家、文筆家として
写真家や文筆家としても活動してきた。
1983年に写真集"Throb"を上梓。2022年までに合計4作の写真集を発表し、ロサンゼルスのライカ・ギャラリー、パリとロサンゼルスでのインディペンデント・フォト・ショー、ケルンでのフォトキナなど世界各地で個展を開いたり自作を出展したりしてきた。
2023年、写真集"A Series of Glances"を上梓。2024年4月から7月まで、ライカギャラリー東京とライカギャラリー京都で写真展"Andy Summers Photography: A SERIES OF GLANCES"を開催し、4月には来日した。
出生からポリス活動停止までの半生を描いた自伝"One Train Later: A Memoir"（2006年）、自分の人生や音楽、芸術にまつわる短編を45話収録した"Fretted and Moaning"（2021年）を上梓。ラルフ・ギブソンとの共著"Light Strings: Impressions of the Guitar"（2004年、Chronicle Books）ではギターにまつわる数々の随筆を執筆した。

### 家族など
1968年にアメリカ人のシンガー・ソングライターであるロビン・レーンと結婚するが1970年に離婚。1973年に心理学者のケイトと再婚し、1981年に離婚するが、1985年に復縁して現在に至る。1978年に長女、1985年には双子の男の子に恵まれている。
TVシリーズの『ザ・ヒッチハイカー』やコメディー『アナザー・ユー』にゲスト俳優として出演した。

## 使用機材
ポリス時代に主に使用していたギターはブラウン・サンバーストのテレキャスター・カスタムで、キース・リチャーズ所有の同モデルと同じくフロントにギブソン社製のダブルコイル・ハムバッカーがマウントされている他、様々な改造を施されている。具体的には、ブリッジ部分が本来の3連サドルのものから6連サドルのものに変更されている他、ボディ裏に座繰りが入れられプリアンプが追加されていた。このプリアンプは、出力を増幅して音色やサスティンを変化させるブースターであると思われる。またコントロール部分には、ブースターのオンオフやゲインのコントローラー、ピックアップの位相反転スイッチが増設されている。彼がこのギターを入手した時、これらの改造は既に施されていた為、特にプリアンプについては彼も詳細をさほど気にせずに気分の赴くままに使用していた模様。さらに彼はリア・ピックアップの装着方法をコイルばねを介したフローティング・マウントからボディへの剛結に変更した。後にフェンダー・カスタム・ショップから、ボディの傷や汚れ、全体に施された様々な改造に至るまで、彼のギターを完璧に再現したアンディ・サマーズ・トリビュート・テレキャスターが限定発売された。
ポリス解散後、スティーブ・クラインが製作した、クライン・ギターズのギターを使用していた時期がある。トランストレムを採用し、ボディ全体にクラインのロゴである「K」をデザインした金銀のロゴが散りばめられている。2000年以後、トレノ・レッド色が鮮やかなストラトキャスターの使用頻度が高くなった。またギブソン・レス・ポール、ES-335なども使用している。
ローランド社が開発したギター・シンセサイザー・GR-300シリーズ、GR-100シリーズを初期時代からレコーディングだけでなくライブにおいても非常に有効的に積極活用し、その画期的なギターサウンドを率先して開発したアーティストの1人である。
ポリスの後期には、シーケンシャル・サーキット社のアナログ・シンセサイザーであるプロフェット5も演奏した。
音楽番組『Old Grey Whistle Test』やミュージック・ビデオでは、Aria ProIIのPE-1500を使用している。

## ディスコグラフィ

### ソロ・アルバム

#### オリジナル
- 『XYZ』 - XYZ (1987年、MCA)[55]
- 『ミステリアス・バリケーズ』 - Mysterious Barricades (1988年、Private Music)[56]
- 『ザ・ゴールデン・ワイヤー』 - The Golden Wire (1989年、Private Music)[57]
- 『チャーミング・スネークス』 - Charming Snakes (1990年、Private Music)[58]
- 『ワールド・ゴーン・ストレンジ』 - World Gone Strange (1991年、Private Music)[59]
- 『シンエスシィージア』 - Synaesthesia (1995年、CMP)[60][61]
- 『ザ・ラスト・ダンス・オブ・ミスターX』 - The Last Dance of Mr. X (1997年、BMG/RCA Victor)[62]
- 『グリーン・チムニーズ - モンク・ソング』 - Green Chimneys: The Music of Thelonious Monk (1999年、BMG Classics/RCA Victor)[63] ※セロニアス・モンクの作品をカバー
- 『ペギーズ・ブルー・スカイライト』 - Peggy's Blue Skylight (2000年、BMG Classics/RCA Victor)[64] ※チャールズ・ミンガスの作品をカバー
- 『アース・アンド・スカイ』 - Earth + Sky (2003年、Golden Wire)[65]
- Metal Dog (2015年、Flickering Shadow)[66]
- Triboluminescence (2017年、Flickering Shadow)[67]
- Harmonics Of The Night (2021年、Flickering Shadow)[68]
- Vertiginous Canyons (2024年、Orchid Classics)[69]

#### コンピレーション
- 『レトロスペクティヴ』 -  A Windham Hill Retrospective (1998年、Windham Hill)[70] ※ベスト作品集
- 『ザ・Xトラックス ベスト・オブ・アンディ・サマーズ』 - The X Tracks (2003年、Golden Wire)[71] ※1997年から2002年にかけてのベスト作品集

### コラボレーション・アルバム
- 『心象表現』 - I Advance Masked (1982年、A&M) ※ロバート・フリップ
- 『擬制の映像』 - Bewitched (1984年、A&M) ※ロバート・フリップ
- 『インヴィジブル・スレッズ - アンプラグド』 - Invisible Threads (1993年、Mesa)[72] ※ジョン・エサリッジ
- 『ストリングス・オブ・デザイア』 - Strings of Desire (1998年、R.A.R.E.)[73] ※ヴィクター・ビグリオーネ
- Splendid Brazil (2005年、R.A.R.E.)[74] ※with ヴィクター・ビグリオーネ
- First You Build a Cloud (2007年、R.A.R.E.)[75] ※Ben Verdery
- Fundamental (2012年)[76] ※Fernanda Takai
- 『サーカス・ヒーロー』 - Circus Hero (2014年、429 Records)[77] ※ロブ・ジャイルズ[注 17]
- The Complete Recordings 1981 – 1984 (2025年) ※ロバート・フリップ[注 18][78]

### サウンドトラック
- The Wild Life (1984年、MCA)[79] ※映画『ワイルド・ライフ』
- 2010 (1984年、A&M)[80] ※映画『2010年』
- Band of the Hand (1985年、MCA)[81] ※映画『マイアミ5』
- Down and Out in Beverly Hills (1986年、MCA)[82] ※映画『ビバリーヒルズ・バム』
- The Craft (1996年、Columbia)[83] ※映画『ザ・クラフト』

### バンド・メンバー・アルバム
ズート・マネーズ・ビッグ・ロール・バンド
- It Should Have Been Me (1965年)
- Zoot! (1966年、Columbia)
- 『トランジション』 - Transition (1968年)
- Were You There? (1999年、Indigo)
- Fully Clothed & Naked (2000年、Indigo)

ダンタリアンズ・チャリオット
- 『チャリオット・ライジング』 - Chariot Rising (1996年、Wooden Hill)[84]

エリック・バードン・アンド・ジ・アニマルズ
- 『ラヴ・イズ』 - Love Is (1968年)

ケヴィン・コイン
- Matching Head and Feet (1975年、Virgin)
- Heartburn (1976年、Virgin)
- In Living Black and White (1976年、Virgin)
- Sign of the Times (1994年、Virgin)
- On Air (2008年、Tradition & Moderne)

ケヴィン・エアーズ
- 『ファースト・ショウ・イン・ザ・アピアランス・ビジネス』 - First Show in the Appearance Business: The BBC Sessions 1973–1976 (1996年)
- 『トゥー・オールド・トゥー・ダイ・ヤング』 - Too Old to Die Young: BBC Live 1972–1976 (1998年)
- 『きょうはマニャーナで』 - Yes We Have No Mananas, So Get Your Mananas Today (2009年、EMI/Harvest) ※再発盤ボーナストラックのみ

ストロンチウム90
- 『ポリス・アカデミー』 - Police Academy (1997年、Ark 21 Records)

ポリス
- 『アウトランドス・ダムール』 - Outlandos d'Amour (1978年)
- 『白いレガッタ』 - Reggatta de Blanc (1979年)
- 『ゼニヤッタ・モンダッタ』 - Zenyatta Mondatta (1980年)
- 『ゴースト・イン・ザ・マシーン』 - Ghost in the Machine (1981年)
- 『シンクロニシティー』 - Synchronicity (1983年)

エバーハルト・シェーナー
- Trance-Formation (1977年、Harvest/EMI Electrola)[85]
- The Book (1977年、Ariola)[86]
- Flashback (1978年、Harvest)[87]
- Video Magic (1978年、Harvest)[88]
- Video-Flashback (1979年、Harvest)[89][注 19]
- 『創生紀』 - Eberhard Schoener, Sting, Andy Summers - Music From "Video Magic" And "Flashback" (1986年)[90][注 20]

### 参加アルバム
- ティム・ローズ : Tim Rose (1967年)
- ニール・セダカ : Live at the Royal Festival Hall (1974年、Polydor)
- ティム・ローズ : The Musician (1975年)
- ジョーン・アーマトレイディング : Back to the Night (1975年、A&M)
- デヴィッド・ベッドフォード : 『オデッセイ』 - The Odyssey (1976年、Virgin)
- ジョン・ロード : 『スペインの哀愁』 - Sarabande (1976年、Purple)
- アンソニー・ムーア : 『アウト』 - Out (1976年、Virgin)
- ジョジョ・レイン : Dancin' Man (1980年、Polydor)
- カーリー・サイモン : 『ハロー・ビッグ・マン』 - Hello Big Man (1983年、Warner Bros.)
- スティング :『ナッシング・ライク・ザ・サン』 - ...Nothing Like the Sun (1987年、A&M)
- マイケル・シュリーヴ : 『スティレット』 - Stiletto (1989年、Novus/RCA/BMG)
- トニー・チャイルズ : House of Hope (1991年、A&M)
- パウロ・ルスティケリ : 『カプリ』 - Capri/Mystic Jazz (1991年、Verve Forecast)
- Opus 1 : Pan African Orchestra (1995年)
- ジューシー・ルーシー : Blue Thunder (1996年、Outer Music)
- Various Artists : Twang!: A Tribute to Hank Marvin & the Shadows (1996年、Pangaea)
- グレッグ・ビソネット : 『グレッグ・ビソネット』 - Gregg Bissonette (1998年、Mascot)
- カート・コバーン : Audio Book (1997年)
- Various Artists : Outlandos D'Americas: Tributo A Police (A Tribute to the Police) (1998年)
- Various Artists : 『ザ・ミュージック・オブ・キース・ジャレット』 - As Long As You're Living Yours: The Music of Keith Jarrett (2000年、BMG Funhouse/RCA)
- マヌエル・バルエコ : Nylon & Steel (2001年、Angel)
- ディーヤ・カーン : Ataraxis (2007年、Heilo)
- アンドリュー・ヨーク : Centerpeace (2010年)[91]
- ホベルト・メネスカル : Bossa Nova Meets the Beatles (2017年、Deck/Jingle Bells)[92]

### シングル
- "Parade"/"Train" (1984年)[93] ※コラボレーション・アルバム『擬制の映像』（ロバート・フリップ）より。
- "2010"/"To Hal and Back" (1984年)[94]※映画『2010年』より。
- "Love is the Strangest Way"/"Nowhere" (1987年)[95] ※ソロ・アルバム『XYZ』より。

## 著書および写真集
- 『アンディ・サマーズ自伝 ポリス全調書』 ブルース・インターアクションズ 2007年 ISBN 4860202457
- 『desirer walks the streets』（写真家としての作品集） 出版協同社 2009年 ISBN 4879700541
- Summers, Andy (2023), A Series of Glances, teNeues, ISBN 978-3961714582[49]
- Summers, Andy (2021), Fretted and Moaning, Rocket 88, ISBN 978-1910978665[52]
- Summers, Andy (2019), A Certain Stranger, University of Texas Press, ISBN 978-1477318904[96]
- Summers, Andy (2009), Desirer Walks The Streets, Nazraeili Press, ISBN 978-1-59005-256-3[97]
- Summers, Andy (2007), I'll Be Watching You: Inside The Police. 1980-83, TASCHEN, ISBN 978-3822813058[98]
- Summers, Andy (2006), One Train Later: A Memoir, Thomas Dunne Books, ISBN 978-0312359140[51]
- Gibson, Ralph; Summers, Andy (2004). Light Strings: Impressions of the Guitar. Chronicle Books. ISBN 978-0811843249[53]
- Summers, Andy (1983), Throb, Olympic Marketing Corps, ISBN 978-0688023393[99]